# Sophie Jahn
Sophie Caroline Anna Jahn, född 4 september 1988 i Skå församling i Stockholms län, är en svensk entreprenör, författare, och föreläsare.
Sophie Jahn är dotter till ridläraren Jerry Jahn (1953–2018) och hans tidigare sambo Anna Bohlin. Fadern har tidigare gjort sig känd för att ha utsatt ett flertal av sina ridskoleelever, på den familjeägda ridskolan Skå Ridcenter, för sexuella övergrepp, samt för att ha varit väldigt våldsam och manipulativ mot sina familjemedlemmar, tills det att han gick bort i cancer under år 2018. Hennes uppväxt och upplevelser på familjens hästgård har sedermera blivit till en bok, vid namn Pappas flicka på hästgården, samt till TV-serien Nattryttarna, som hade premiär på C More under hösten 2022.
Jahn har tre helsyskon och ett halvsyskon. Hon är det äldsta barnet i helsyskonskaran, halvbrodern är äldre än Jahn.